# Jodocus Hondius

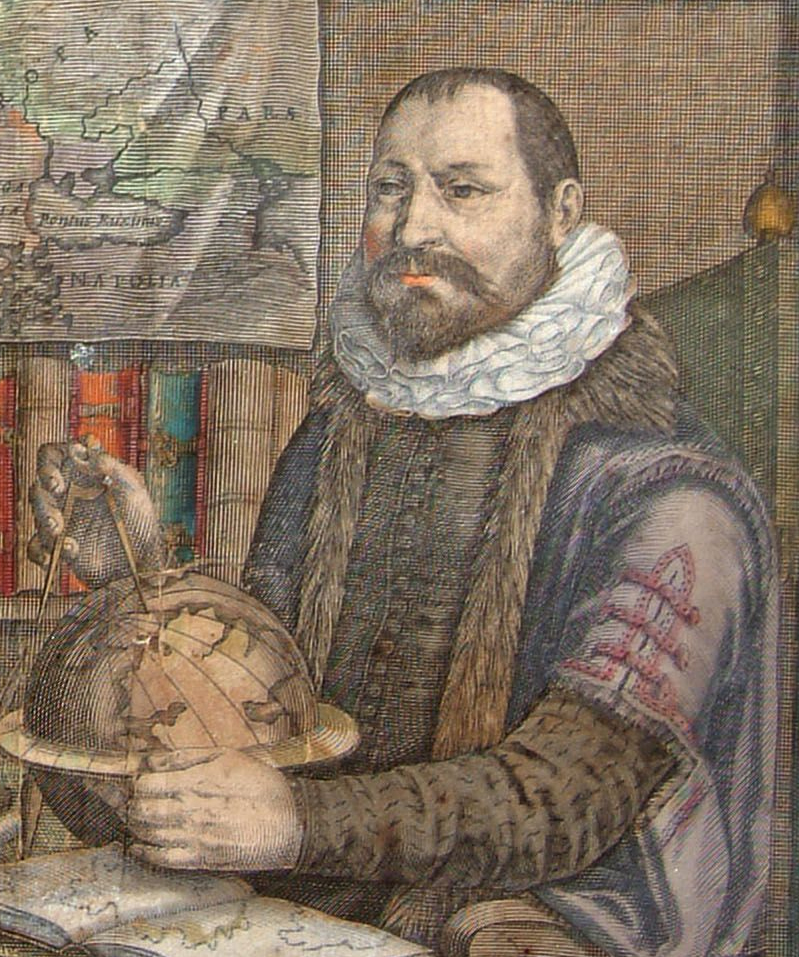
Jodocus Hondius på en gravyr från 1619.

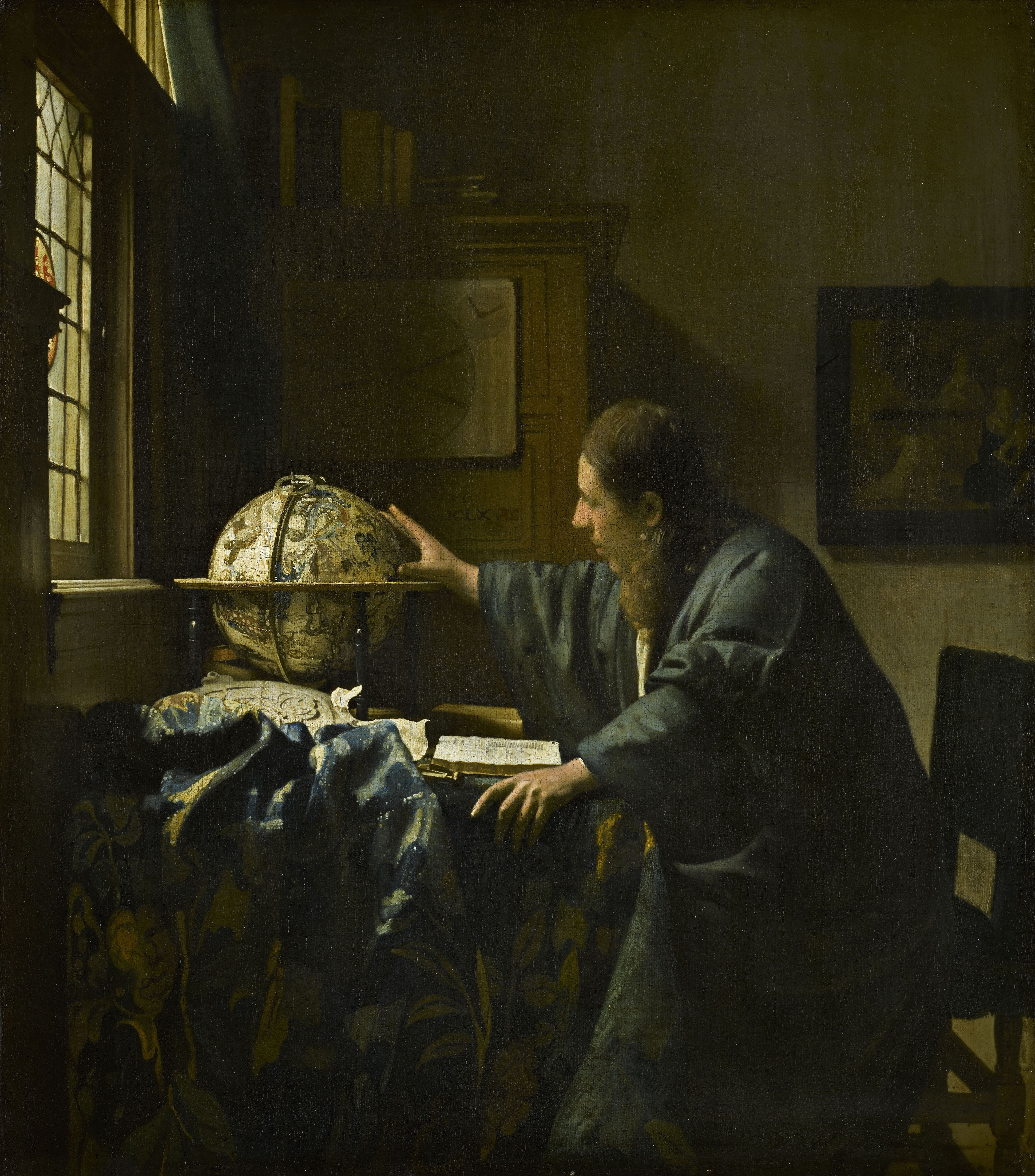
Astronomen av Jan Vermeer, med en jordglob av Jodocus Hondius.

Jodocus Hondius, egentligen Josse de Hondt, född 17 oktober 1563 i Wakken (idag del av Dentergem) i Västflandern, död 12 februari 1612 i Amsterdam, var en flamländsk kartograf och utgivare av kartbok och jordglob.

## Biografi
Hondius familj flyttade under hans barndom till Gent där han vid åtta års ålder började en utbildning till kopparstickare. Han flyttade 1584 till London för att undkomma det Nederländska frihetskriget. Där studerade han för Richard Hakluyt och Edward Wright innan han 1593 blev bosatt i Amsterdam. Under sin vistelse i England var Hondius en viktig publicist av Francis Drakes verk. Drake gjorde en världsomsegling under slutet av 1570-talet. Särskilt bekant blev en karta över en vik vid Nordamerikas västra kustlinje där Drake hade etablerat ett samhälle som troligen försvann efter kort tid. Drake gav regionen namnet New Albion (efter Albion som var ett synonym för de brittiska öarna). Hondius karta grundade sig på dagboknotiser och berättelser av ögonvittnen och gav flera historiker tillfälle till spekulationer angående Drakes landningsplats, som ännu inte är klarlagd. Det antas även att Hondius är konstnären som skapade flera kända porträtt föreställande Drake som numera visas i National Portrait Gallery i London.
Hondius etablerade en manufaktur för kartor och jordglober i Amsterdam. Två av hans jordglober syns i målningarna Geografen respektive Astronomen av Jan Vermeer.
En jordglob föreställande himmelssfären som Hondius skapade 1600 visade 12 nya stjärnbilder på södra stjärnhimlen som den nederländske navigatören Pieter Dirkszoon Keyser hade upptäckt.
År 1604 köpte Hondius tryckplattor för Mercators världsatlas som vid denna tid var mindre populär än kartverket Theatrum Orbis Terrarum av Abraham Ortelius. Hondius tillfogade fyrtio kartor av den egna samlingen och publicerade kartverket 1606 under Mercators namn med sig själv som utgivare. Denna atlas blev en stor ekonomisk framgång och var utsåld efter ett år. Senare utgavs en edition till samt en handboksversion.
Mellan 1605 och 1610 blev Hondius anställd av den engelska historikern John Speed för att göra gravyrer i kartverket The Theatre of the Empire of Great Britaine.
Efter Hondius död utgavs kartverk av hans änka och av hans söner.
Det är oklart om han är släkt med den kände kopparstickaren Hendrik Hondius (* 1573; † 1650).

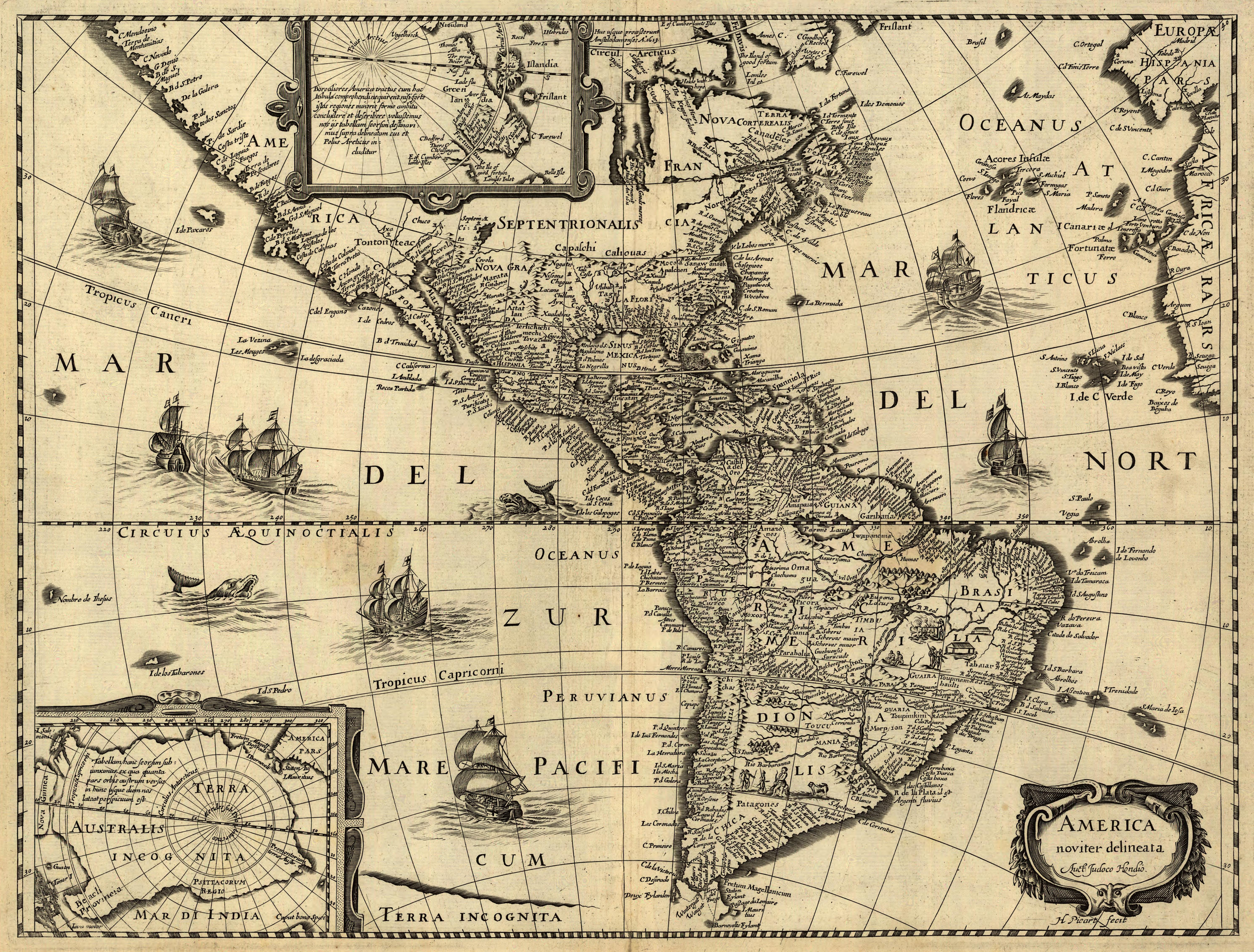
En karta över Amerika från Hondius verkstad, utgiven omkring 1640 efter hans död.
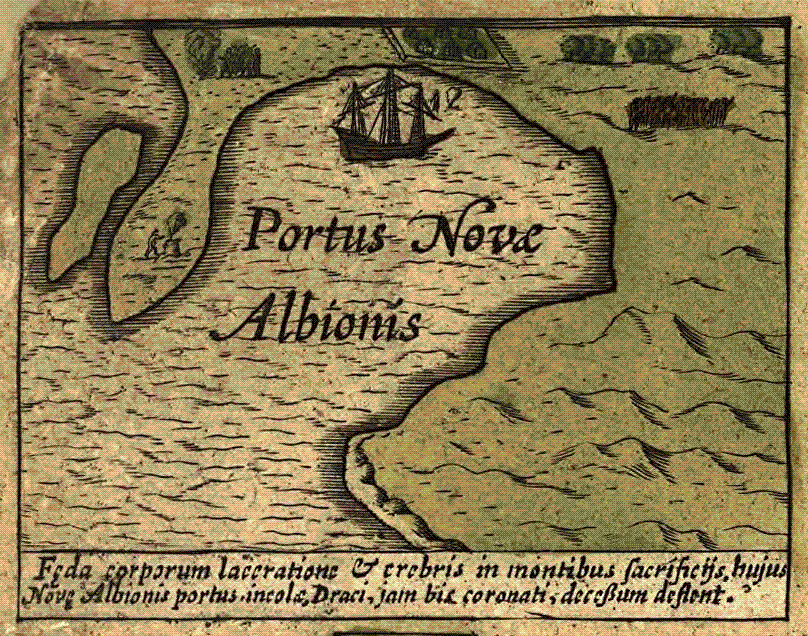
Detalj från Hondius karta över New Albion.
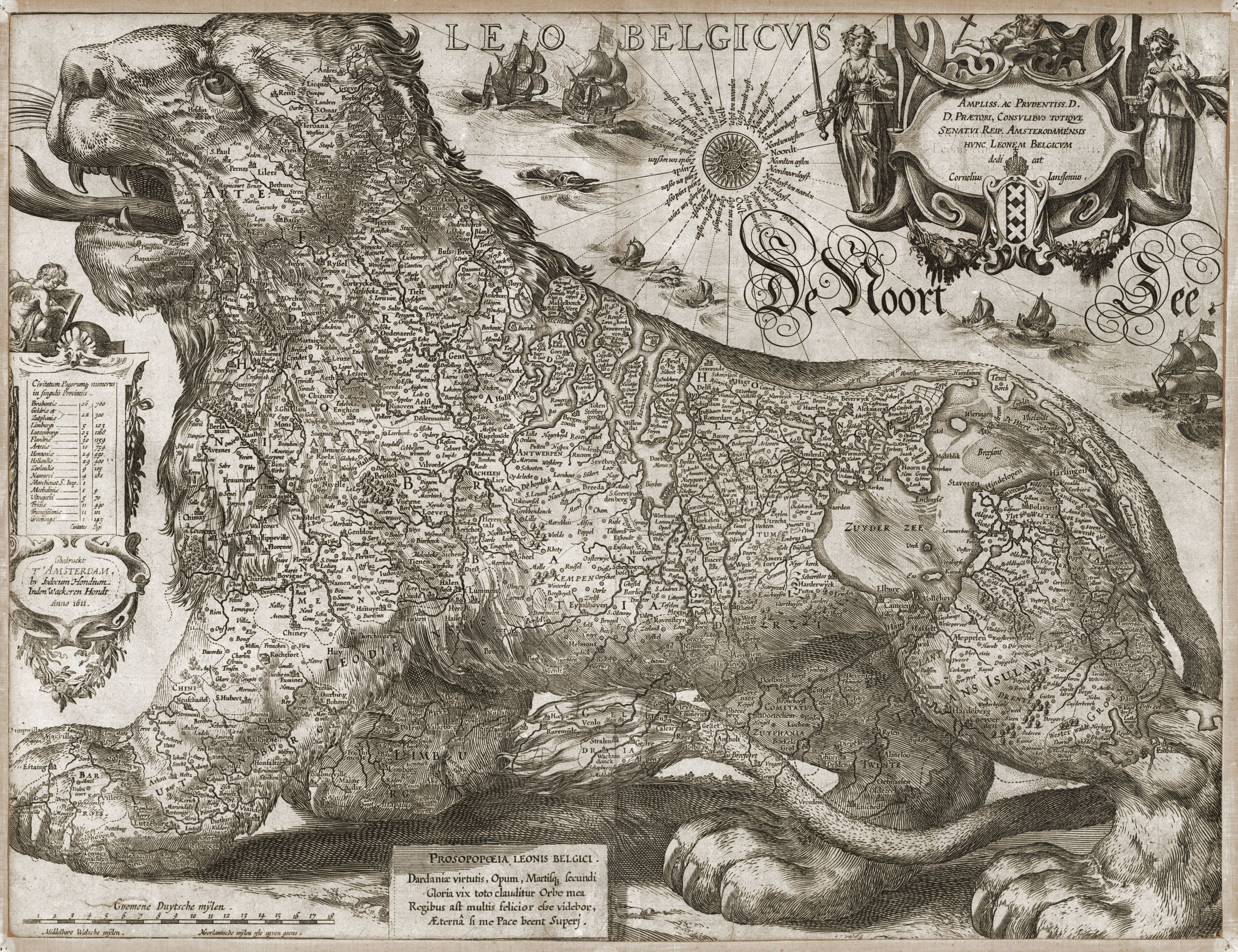
Det belgiska lejonet (Leo Belgicus) var ett omtyckt motiv hos nederländska kartografer, här Hondius version från 1611. Kartan är spegelvänd, väst ligger åt höger.
Karta över Nordpolen ur Mercator-Hondius atlas